# Croce di Bernoardo
La Croce di Bernoardo (o Gran croce di Bernoardo) è una croce-reliquiario (h 48 cm) in argento dorato e gemme, risalente al 1130-1140, conservata nel Museo della cattedrale di Hildesheim. È un capolavoro dell'arte ottoniana.

## Storia
La croce prende il nome da san Bernoardo, vescovo di Hildesheim tra il 993 e il 1022. Secondo la tradizione, Ottone III donò a Berward dei frammenti della Vera Croce e il vescovo fece realizzare una croce come loro prezioso reliquiario. Tuttavia, è improbabile che la croce in questione sia esattamente quella fatta realizzare da Bernoardo, poiché le sue fattezze si adattano meglio al periodo 1130-1140, segno che probabilmente fu rifatta o eseguita in un momento successivo alla commissione. In ogni caso, nella tradizione iconografica del santo, è l'attributo di Bernoardo.
La Croce di Bernoardo è concepita come ostensorio per i frammenti della croce, la più preziosa di tutte le reliquie venerate a Hildesheim, disposti a croce sotto il grande cristallo di rocca centrale. La sua collocazione originaria era sull'altare all'estremità orientale della navata di San Michele. Dietro di essa si trovava la Colonna di Cristo, e davanti ad essa una colonna rivestita di bronzo con fusto in marmo greco, ora nella Magdalenenkirche.Dal XV al XIX secolo la croce compariva nel sigillo dell'abate del monastero di San Michele. Dopo l'abolizione del monastero, la croce è stato spostata nella Magdalenenkirche. Durante il XX secolo è stata infine trasferita nel tesoro della cattedrale di Hildesheim.

## Descrizione
I bracci trasversali terminano con rettangoli sporgenti. È incastonato in oro e riccamente incastonato con pietre preziose, perle e cristalli.
Col termine generico di "croce di Bernoardo" è spesso identificata anche la cosiddetta Piccola croce di Bernoardo, d'argento e risalente alla stessa epoca, probabilmente a sua volta commissionata da Bernoardo. La piccola croce di Bernoardo è stata definita "un capolavoro formalmente e tecnicamente perfetto di tutti i primi crocifissi fusi". Le iscrizioni sul retro non lasciano dubbi sul fatto che questo crocifisso, stilisticamente correlato alla Croce di Ringelheim e alla Croce di Gerone a Colonia, servisse anche da reliquiario.